# Styrax maninul
Styrax maninul là một loài thực vật có hoa trong họ Bồ đề. Loài này được B.Walln. miêu tả khoa học đầu tiên năm 1997.